# Egidio Eronico
Egidio Eronico (Roma, 17 agosto 1955) è un regista italiano.

## Biografia
Nato a Roma, si è laureato in Architettura nel 1982 alla Sapienza. Ha iniziato la carriera già negli anni '70 producendo e dirigendo film indipendenti in super 8. Nel 1986 ha esordito alla regia cinematografica con il film Viaggio in città. Nel 2003 ha diretto Charlton Heston in My Father, ultima prova del grande attore hollywoodiano, cui era già stata diagnosticata la malattia di Alzheimer. Nella sua carriera ha realizzato anche alcuni documentari.
Collabora dal 2007 con Rai International.

## Filmografia
- Viaggio in città (1986)
- A proposito di Roma (1987)
- Stesso sangue (1988)
- Rito di passaggio (1990)
- Il pardo sul lago (1995)
- Annata di pregio (1995)
- Fiabe metropolitane (1997)
- Il guardiano (1999)
- My Father (2003)
- Unfindable (2015)
- Nessuno mi troverà (2015)
- Amate sponde (2022)